# Copa Cuadrangular 1956
En 1956 se organizó la edición 27 del torneo de copa en Costa Rica con formato de cuadrangular. En esta edición de copa participan por las provincias la Liga Deportiva Alajuelense y el Club Sport Herediano, mientras que la capital es representada por el Club Sport La Libertad y el Deportivo Saprissa. El torneo fue ganado por el equipo saprissista.

## Resultados

### Tabla de posiciones
| Equipo      | Pts | PJ | PG | PE | PP | GF | GC | DG |
| ----------- | --- | -- | -- | -- | -- | -- | -- | -- |
| Saprissa    | 6   | 3  | 3  | 0  | 0  | 11 | 1  | 10 |
| Herediano   | 4   | 3  | 2  | 0  | 1  | 5  | 8  | -3 |
| Alajuelense | 2   | 3  | 1  | 0  | 2  | 4  | 4  | 0  |
| La Libertad | 0   | 3  | 0  | 0  | 3  | 3  | 10 | -7 |

| 28 de octubre de 1956 | Herediano                               | 3:2 (1:0) | La Libertad                 | Estadio de Heredia, Heredia |                           |
|                       | Montero 7' · Bejarano 50' · Quesada 88' |           | Boyer 75' · Alpízar III 88' | Árbitro(s): Danilo Alfaro   | Árbitro(s): Danilo Alfaro |

| 4 de noviembre de 1956 | Alajuelense                    | 4:1 (2:0) | La Libertad  | Estadio de Alajuela, Alajuela |                             |
|                        | Ulloa 20', 30' · Soto 71', 79' |           | González 55' | Árbitro(s): Francisco Muñoz   | Árbitro(s): Francisco Muñoz |

| 9 de noviembre de 1956 | La Libertad | 0:3 (0:1) | Saprissa                            | Estadio Nacional, San José    |                               |
|                        |             |           | Jiménez 20' · Herrera 65' · Soto ?' | Árbitro(s): Alfonso Benavides | Árbitro(s): Alfonso Benavides |

| 5 de diciembre de 1956 | Saprissa                                                           | 6:1 (4:1) | Herediano  | Estadio Nacional, San José    |                               |
|                        | Herrera 7' · Murillo 12' · Jiménez 16' · Monge 34' · Soto 64', 78' |           | Pantoja 6' | Árbitro(s): Alfonso Benavides | Árbitro(s): Alfonso Benavides |

| 16 de diciembre de 1956 | Alajuelense | 0:1 (0:0) | Herediano   | Estadio de Alajuela, Alajuela |                              |
|                         |             |           | Quesada 73' | Árbitro(s): Humberto Saborío  | Árbitro(s): Humberto Saborío |

| 23 de diciembre de 1956 | Saprissa                 | 2:0 (1:0) | Alajuelense | Estadio Nacional, San José  |                             |
|                         | Jiménez 26' · Herrera ?' |           |             | Árbitro(s): Juan Soto París | Árbitro(s): Juan Soto París |

|                                |
| Deportivo Saprissa 2.do título |

| Predecesor: Copa Hexagonal Interprovincial 1956 | Torneo de Copa Copa Cuadrangular 1956 | Sucesor: Copa Costa Rica 1959 |